# Porcelaine de Vienne

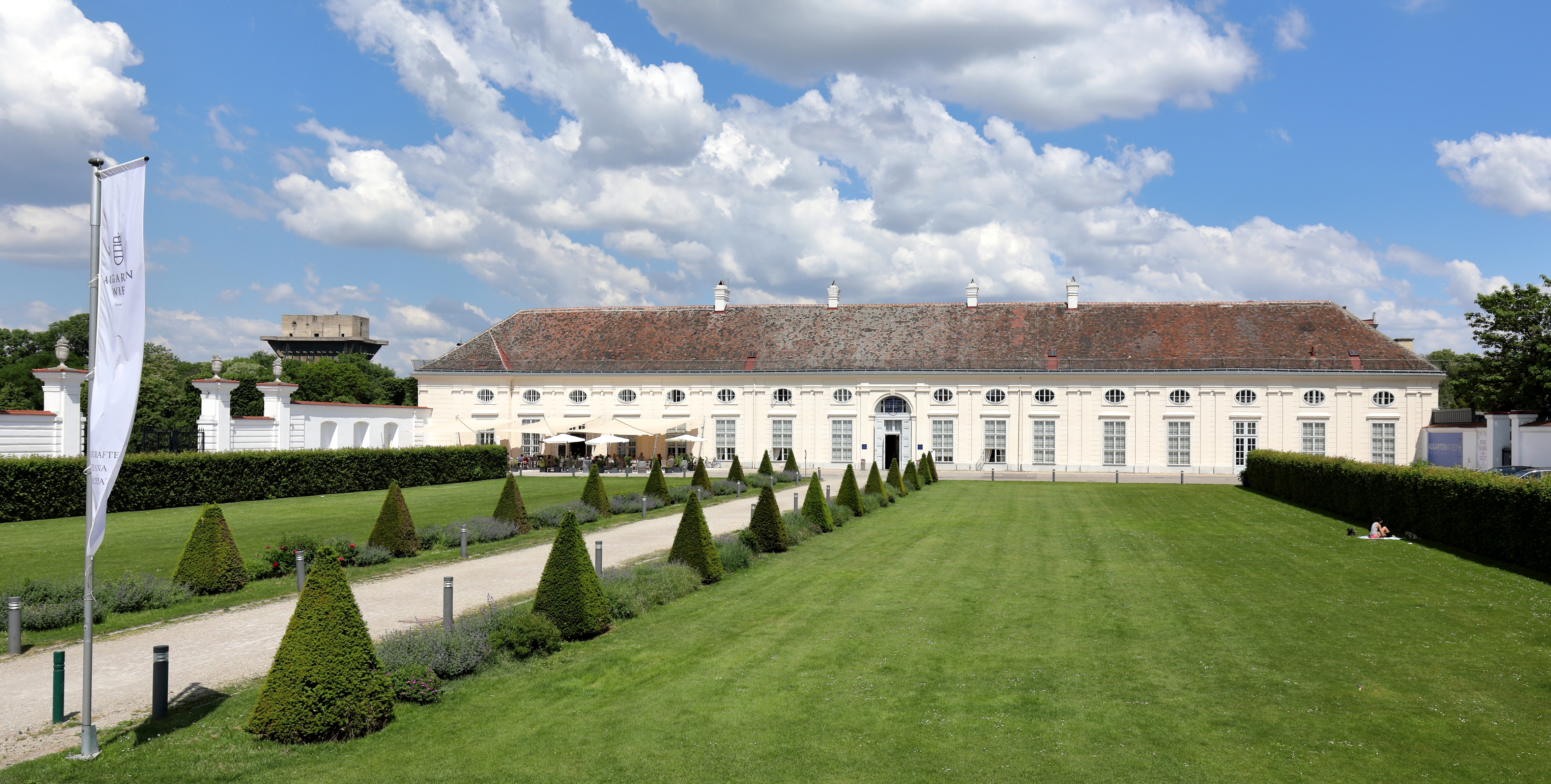
La manufacture du Parc Augarten, à Vienne.

La porcelaine de Vienne provient de la manufacture du palais Augarten (Porzellanmanufaktur Augarten), à Leopoldstadt, dans les environs de Vienne en Autriche. Fondée en 1718 par un privilège accordé à Claude-Innocent Du Paquier, elle est la plus ancienne manufacture de porcelaine d'Europe après celle de Meissen. 

## Histoire

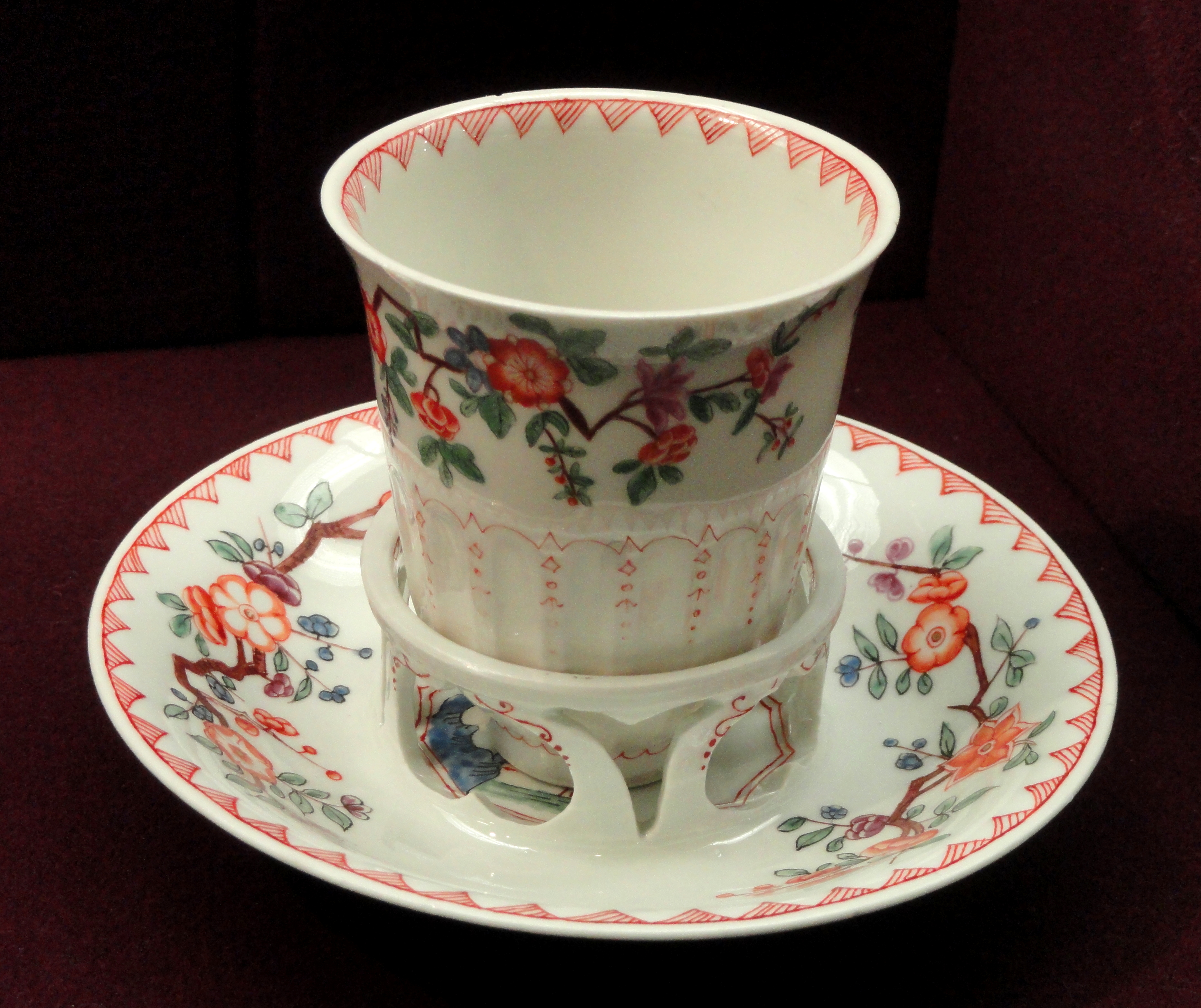
Trembleuse, par Du Paquier (v. 1725), porcelaine dure, musée Gardiner, Toronto

La première manufacture de porcelaine en Europe, celle de Meissen, est fondée en 1709. Elle a le monopole du secret de la fabrication de la porcelaine dure. Pourtant, Du Paquier parvient à embaucher deux artisans de Meissen, ce qui lui permet de fonder son entreprise en 1718 et de commencer à commercialiser des objets sans doute dès l'année suivante. Charles VI lui accorde le privilège d'être le seul fabricant de porcelaine à Vienne. 
Dès le début de la période Du Paquier, la porcelaine de Vienne se dégage de l'influence saxonne, par exemple dans le choix et le traitement des couleurs, plus diversifiées à Augarten qu'à Meissen au début des années 1720. De même, les nouveaux motifs floraux, dans un registre « naturaliste », apparaissent avant 1730 à Augarten, et seulement sept ou huit ans plus tard à Meissen.
Toutefois, l'entreprise de Du Paquier connaît des difficultés financières à la suite desquelles elle est rachetée par l'État  en 1744. Depuis cette date, elle a pour marque de fabrique les armes des archiducs d'Autriche. Du Paquier meurt en 1751.
En 1784, Conrad von Sorgenthal (1735-1805) prend la direction de la manufacture et introduit d'importants changements tant dans les techniques de fabrication que dans le style des objets, désormais marqués par la mode néoclassique,.
À  cette période succède celle du style Biedermeier jusqu'en 1864, date à laquelle la manufacture ferme ses portes. La principale fabrique de porcelaine de l'empire austro-hongrois devient alors celle de Herend, qui fournit la cour impériale.
En 1923, une nouvelle manufacture voit le jour à Augarten, pour laquelle Vally Wieselthier travaille, entre autres.
Les porcelaines de l'ancienne fabrique portent l'appellation de Alt Wien (Vieux Vienne).